# Balázs Klári
Balázs Klári (Korda Györgyné, születési nevén: Boros Klára; Debrecen, 1952. augusztus 6. –) Fonogram- és EMeRTon-díjas magyar énekesnő. Több mint négy évtizedes pályafutás áll a háta mögött. Férje Korda György énekes. Hivatalos névként a második férje vezetéknevét viseli, míg művésznévként az első férjéét tartotta meg.

## Pályafutása

### A Periszkóp együttessel (1977)
Énekesi karrierje az 1970-es években kezdődött, amikor akkori férjével, Balázs Gáborral azzal a Periszkóp együttessel énekelt, mely a Mikroszkóp Színpad állandó zenekaraként működött. Férje a Tolcsvay-trió, valamint a Magyar Rádióban működött Stúdió 11 zenekar basszusgitárosa volt. A Periszkóp együttessel felléptek a Metronóm ’77 fesztiválon, az ott előadott Miért lesznek a szép percekből órák című daluk kislemezen is megjelent.

### A Skála együttessel (1978–1979)
1978-ban megszűnt a Periszkóp együttes, és megalakult a Skála együttes. A tagok között volt Horváth Attila korábban sikeres táncdalénekes is, aki Koncz Zsuzsa társaságában főszereplője volt A fekete tó balladája című rádiós musicalnek, és olyan ismert slágereket adott elő, mint a Mi van még vagy az Elcserélném én a világot. A Skála együttesnek tucatnyi rádiófelvétele és egy kislemeze készült. 1980-ban ez az együttes is megszűnt.

### Szólóban (1980–1981)
A Skála együttes megszűnése után Balázs Klári szólópályára lépett. 1980-ban a Halló, itt Korda György című balatoni ORI-turné vokáljában énekelt, itt ismerkedett meg Korda Györggyel. 1981-ben szólóban szerepelt a Tánc- és popdalfesztiválon az Egyetlen perc veled című dallal, melyet még Balázs Gábor, korábbi férje írt. A dal kislemezen is megjelent.  Néhány önálló rádiófelvétele készült.

### Duóban (1980–napjainkig)
1981-ben készült az első duettfelvétele Korda Györggyel, Nem hozol több rózsát címmel. Az énekesnő 1985-től, a Mamma Maria c. olasz sláger magyar változatának lemezen való kiadása óta lett fokozatosan országosan ismert, 1986-tól Korda György már vele közösen jelenteti meg albumait, mind a mai napig. Az ezredfordulón Balázs Klári megjelenteti egyetlen önálló albumát. Az éneklés mellett egy hotelt is vezetnek férjével, a II. kerületben lévő 21 szobás Hotel-Villa Korda tulajdonosa.
2022-ben a Duna Csináljuk a fesztivált! című műsorának hetedik és nyolcadik évadában is zsűritag. 2023-ban a májusi Budapest Parkos nagykoncertjükön férjével együtt megkapták a Magyar Hangfelvétel-kiadók Szövetségétől (MAHASZ), a Fonogram Életmű-díjat. A díj történetében Kovács Kati után  Klári a második, aki női előadóként részesült ebben az elismerésben.

## Elismerések
- eMeRTon-díj - Az év lemeze (1986)
- Záray Márta–Vámosi János Díj (megosztva Korda Györggyel, 2003)
- Rock Csillagok falára „tenyerelhetett” (2007)
- MSZP Nőtagozatának Közéleti Díja (megosztva Korda Györggyel, 2009)[5]
- A Magyar Kultúra Lovagja (2009)
- Emberi Hang életműdíj (megosztva Korda Györggyel, 2018)  Archiválva 2018. november 27-i dátummal a Wayback Machine-ben
- Szenes Iván-díj (2019)
- Fonogram Életműdíj (megosztva Korda Györggyel, 2023)
- Budapest Főváros II. kerület díszpolgára (2023)
- Hungaroton Életműdíj (2024)
- Szenes Iván-díj (2024)
- Törökszentmiklós díszpolgára (2024)[6]

## Diszkográfia

### 1977–1985: Együttesekben, ill. szólóénekesként
| Év   | Előadó                                         | Dal                                                   | Szerzők                      | Kiadás        | Megjegyzés               |
| ---- | ---------------------------------------------- | ----------------------------------------------------- | ---------------------------- | ------------- | ------------------------ |
| 1977 | Balázs Klára, Balázs Gábor, Periszkóp együttes | Miért lesznek a szép percekből órák                   | Balázs Gábor                 | kislemez      | Metronóm 77              |
| 1977 | Periszkóp együttes                             | Szalad a felhő                                        | Balázs Gábor–Bradányi Iván   | rádiófelvétel |                          |
| 1977 | Periszkóp együttes                             | Neked se mindegy                                      | Balázs Gábor–Bradányi Iván   | rádiófelvétel |                          |
|      | Periszkóp együttes                             | Álmodozás                                             | Balázs Gábor–Bradányi Iván   | rádiófelvétel |                          |
| 1978 | Balázs Klári, Horváth Attila                   | Mikor átölelsz                                        | Balázs Gábor–Bradányi Iván   | rádiófelvétel |                          |
| 1978 | Skála együttes                                 | Ezek után                                             | Németh Gábor–Szenes Iván     | kislemez      | Made in Hungary          |
| 1978 | Skála együttes                                 | Nekem így jó                                          | Bágya András–Bradányi Iván   | rádiófelvétel |                          |
| 1978 | Skála együttes                                 | Nálad (Zdá se)                                        | V. Hádl–Bradányi Iván        | rádiófelvétel |                          |
| 1978 | Skála együttes                                 | Forogj csak, forogj, szélmalom (Točí se točí větrník) | D. Dobias–Bradányi Iván      | rádiófelvétel |                          |
| 1979 | Skála együttes                                 | Majd ha kiszárad a tenger                             | Wolf Péter–Fülöp Kálmán      | nagylemez     | Tessék választani!       |
| 1979 | Skála együttes                                 | Csokoládé (Chocolade)                                 | Jan Theelen–Bradányi Iván    | rádiófelvétel |                          |
| 1979 | Skála együttes                                 | Görkorcsolya-dal                                      | Balázs Gábor–Bradányi Iván   | rádiófelvétel |                          |
| 1979 | Skála együttes                                 | Néha az kell, hogy dédelgess                          | Behár György–Romhányi József | rádiófelvétel |                          |
| 1979 | Skála együttes                                 | Van egy út                                            | Bágya András–Mészáros Ágnes  | rádiófelvétel |                          |
| 1979 | Skála együttes                                 | Még előttünk az egész nyár                            | Nagy Tibor–Bradányi Iván     | rádiófelvétel |                          |
| 1979 | Skála együttes                                 | Csak azt ne mondd                                     | Tarján Béla–Bradányi Iván    | rádiófelvétel |                          |
| 1979 | Skála együttes                                 | Csak egy percig néztél rám                            | Tarján Béla–Bradányi Iván    | rádiófelvétel | Made in Hungary          |
| 1979 | Skála együttes                                 | Mi a baj                                              | Németh Gábor–Bradányi Iván   | rádiófelvétel | Made in Hungary          |
| 1981 | Balázs Klári, Ungár együttes                   | Így múlik el az életem                                | Makrai Pál–Bradányi Iván     | rádiófelvétel |                          |
| 1981 | Balázs Klári                                   | Csak menj                                             | F. Baccardi–Vándor           | rádiófelvétel |                          |
| 1981 | Balázs Klári                                   | Egyetlen perc veled                                   | Balázs Gábor–Bradányi Iván   | kislemez      | Tánc- és popdalfesztivál |
| 1982 | Balázs Klári                                   | Sose adom el                                          | Auth Ede–Halmágyi Sándor     | rádiófelvétel |                          |
| 1983 | Balázs Klári                                   | Vigyázz                                               | Schöck Ottó–S. Nagy István   | rádiófelvétel |                          |
| 1985 | Balázs Klári                                   | És mégis                                              | Magyar Csaba–S. Nagy István  | rádiófelvétel | Tessék választani!       |

### 1986-tól: Nagylemezek Korda Györggyel
- Forró éjszakák (1986)
- Egy kis romantika (1988)
- Sötét az utca (1989)
- Viva La Mamma! (1990)
- Barátok, amíg élünk (1993)
- Gondolj a szép napokra (1997)
- Búcsúzz szépen el (1999)
- Ugye szeretsz még? (2004)
- Az új évezred szerelme (2000)

## Filmjei
- Pappa Pia (2017)

## Színházi szerep
A Színházi adattárban regisztrált bemutatóinak száma: 1.
| Darab                   | Szerep | Színház          | Bemutató        | Forrás |
| ----------------------- | ------ | ---------------- | --------------- | ------ |
| Sztriptíz-bár a Cityben | N/A    | Karinthy Színház | 1991. május 24. | [ 15 ] |